# Димид Артемій Михайлович

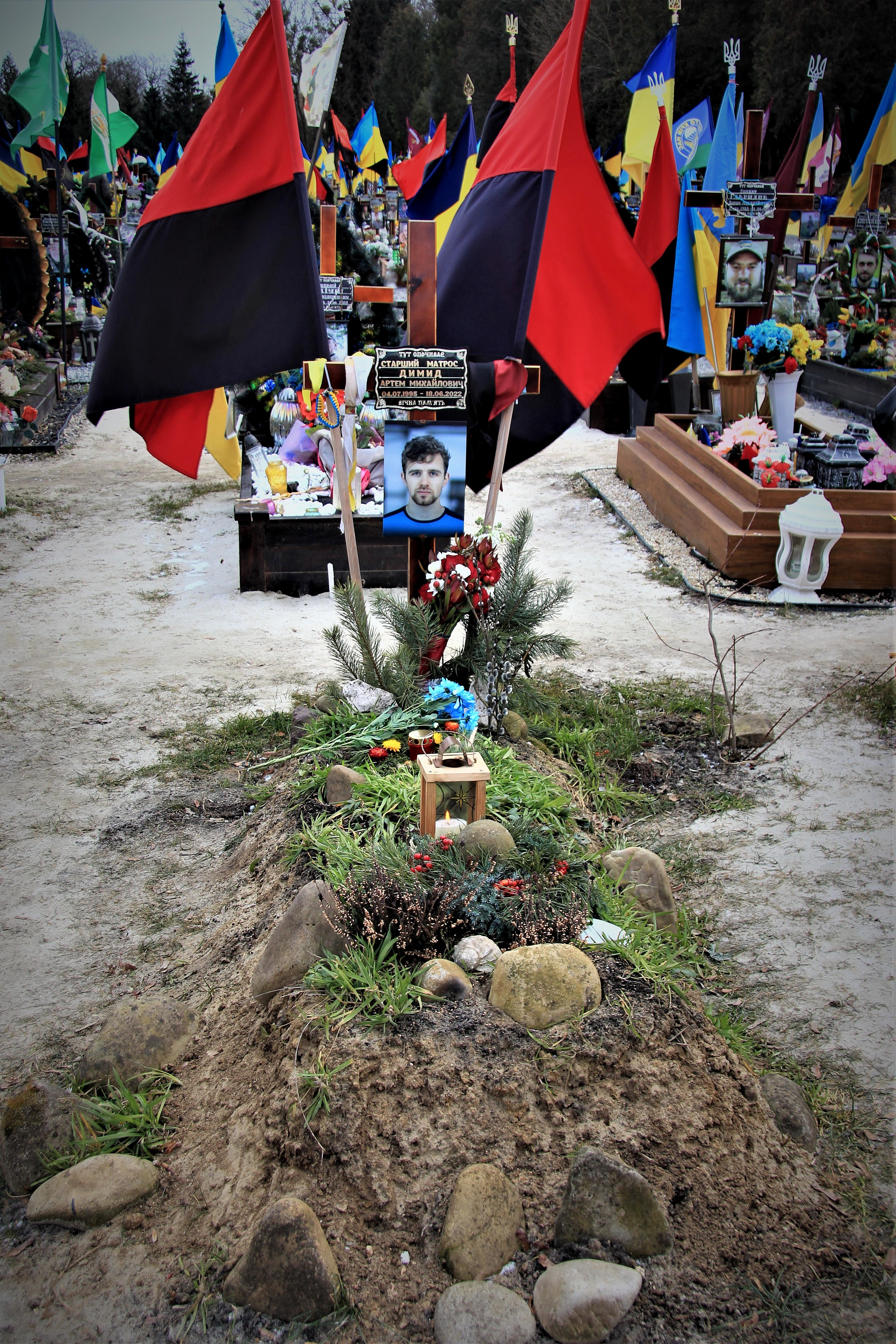
Могила Артемія Димида на Марсовому полі у Львові

Артемій-Юліян Михайлович Димид (псевдо — Курка; 4 липня 1995, Львів, Україна — 18 червня 2022, Біла Криниця, Баштанський район, Миколаївська область, Україна) — український громадський активіст, пластун, мандрівник, парашутист, учасник Революції гідності, військовослужбовець, старший матрос Збройних сил України, учасник російсько-української війни. Кавалер ордена «За мужність» III ступеня (2023, посмертно).
Син священника УГКЦ Михайла Димида та іконописиці Іванни Крип'якевич-Димид, онук матеріалознавця Романа Крип'якевича та художниці Олександри Крип'якевич-Цегельської, правнук українського історика Івана Крип'якевича та підпільного священника Артемія Цегельського, двоюрідний племінник політика Олега Тягнибока.

## Життєпис
Артемій Димид народився 4 липня 1995 року в місті Львові.
Навчався в академічній гімназії та фізико-математичному ліцеї м. Львова. Закінчив факультет історичних наук Українського католицького університету.
Із семи років був членом та виховником української скаутської організації «Пласт». Юнакував у курені число 69-го імені Богдана Хмельницького. Курінний, виховник, член 15-го куреня УСП Орден Залізної Остроги.
Учасник Революції гідності. Із початком російсько-української війни вступив добровольцем у окремий загін спецпризначення «Азов», із яким брав участь у боях в районі Широкого. Згодом перевівся у батальйон спецпризначення «Гарпун». Після демобілізації активно займався саморозвитком та подорожами.
Із початком російського вторгнення в Україну, 1 березня 2022 року повернувся із Бразилії, де стрибав із парашутом зі статуї Христа-Спасителя. Артемій замінив американський мотоцикл «Гарлі-Девідсон» на автомат, купив в США бронежилет і каску, і в них прилетів у Польщу, щоби досягнути України автобусом. Коли стюардеса запитала, чому він в бронежилеті, він відповів: «Я з України, мені так спокійніше». Після прибуття вирушив на оборону столиці, але опинився у Бердичеві в 142-му навчальному центрі ССО. Служив поруч з мандрівником Віктором-Миколою Гаврилюком, другом Дмитром Пащуком (загинув 12 березня 2023) та народним депутатом Романом Лозинським. Вони жартома називали свою четвірку на війні «Гавайська ТрО». Воювали на Херсонському напрямку.
Загинув 18 червня 2022 року внаслідок мінометного обстрілу під час бойового виходу в селі Біла Криниця Березнегуватського району на Миколаївщині.
21 червня 2022 року чин похорону в Гарнізонному храмі святих апостолів Петра і Павла м. Львова очолив владика Володимир Груца. Під час похорону мама Артемія Іванка Крип'якевич-Димид заспівала синові останню колискову. Похований на Марсовому полі у Львові.
Захоплювався екстремальними видами спорту: стрибками з парашутом, гірськими лижами та походами. Також відвідав 50 країн світу.

## Нагороди
- орден «За мужність» III ступеня (25 травня 2023, посмертно) — за особисту мужність і самовіддані дії, виявлені у захисті державного суверенітету та територіальної цілісності України, вірність військовій присязі[12];
- Залізний пластовий хрест (2022, посмертно)[10].

## Вшанування
За ініціативою родини засновано стипендіальний фонд імені Артема Димида при Українському католицькому університеті.